# Torrecilla Alta (Canóvanas)
Torrecilla Alta es un barrio ubicado en el municipio de Canóvanas en el Estado Libre Asociado de Puerto Rico. En el Censo de 2010 tenía una población de 6612 habitantes y una densidad poblacional de 1719,13 personas por km².

## Geografía
Torrecilla Alta se encuentra ubicado en las coordenadas 18°23′32″N 65°55′6″O / 18.39222, -65.91833. Según la Oficina del Censo de los Estados Unidos, Torrecilla Alta tiene una superficie total de 3.85 km², de la cual 3,75 km² corresponden a tierra firme y (2,63 %) 0,1 km² es agua.

## Demografía
Según el censo de 2010, había 6612 personas residiendo en Torrecilla Alta. La densidad de población era de 1719,13 hab./km². De los 6612 habitantes, Torrecilla Alta estaba compuesto por el 56,85 % blancos, el 30,88 % eran afroamericanos, el 0,95 % eran amerindios, el 0,15 % eran asiáticos, el 8,12 % eran de otras razas y el 3,04 % eran de una mezcla de razas. Del total de la población el 99,3 % eran hispanos o latinos de cualquier raza.